# 쌀 생산조정제
쌀 생산조정제 또는 논소득기반다양화사업은 쌀 공급량을 감소시키기 위한 정책이다. 쌀을 경작하던 농지에 벼나 기타 상업정 작물을 재배하지 않는다고 약정하거나, 벼 외 타작물을 경작한다고 약정하면 보조금을 지원한다. 2003년과 2011년 두차례 3년짜리 시범사업으로 시행된 바 있다. 2003~2005년에는 쌀 생산조정제, 2011~2013년에는 논소득기반다양화사업이라는 명칭으로 각각 사업이 추진됐다.

## 배경[2]
1990년대 후반 쌀 생산량의 확대, 쌀관세화 유예에 따른 최소시장접근물량(MMA)의 수입으로 공급이 확대되는 반면 쌀 소비량은 계속 감소하여 1996년 이후 쌀 재고량이 크게 늘어나 2001년 133만5천톤, 2002년 144만7천톤을 기록하였고, 그로 인해 가격 불안정이 심화되고 농가경영이 큰 타격을 받았다.
농림수산식품부는 이런 구조적인 수급불균형을 해소하고, 우루과이라운드 농업협정에서 관세화 유예조건으로 명시한 “효과적인 생산통제 조치”로 생산조정을 실시함으로써 2004년에 열릴 쌀 재협상에서 우리의 입지를 강화하기 위해 2003년에 쌀생산조정제를 실시하였다.

## 내용

### 2003년 쌀 생산조정제[2]
쌀 생산조정제는 사업대상 농지(1998~2000년까지 3개년간 연속하여 논농업에 이용된 농지) 중 2002년에 논벼를 재배한 농지에 2003~2005년의 3년간 벼나 기타 상업적 작물을 재배하지 않는다는 약정을 체결하면 매년 1ha당 300만원씩의 보조금을 지급하는 제도이다. 사업 대상농지는 전체 벼 재배면적의 2.6%에 해당하는 27,500ha에 달하였다.
사업신청은 2002년 12월 31일 이전부터 사업신청시까지 생산조정제 사업대상농지 소재지와 동일 또는 인접 시․군․구에 거주하면서 실제 경작한 농업인만 할 수 있다. 3년 연속 사업이므로 2003년에 사업신청을 받고 2004~2005년에는 신청접수를 하지 않았다.
만약 3년간 벼나 기타 상업적 작물을 재배하지 말아야 한다는 약정을 위반하였을 때에는 제재조치가 취하여졌다. 벼를 재배할 경우에는 해당면적만큼 보조금을 지급하지 않으며 향후 생산조정제 대상에서 제외되고 당초 약정잔여기간 동안 쌀소득보전직불제 대상에서 제외되었다. 그리고 상업적 작물을 재배할 경우에는 해당면적만큼 보조금이 지급되지 않으며 잔여기간 동안 재차 상업적 작물을 재배하면 생산조정제 대상에서 제외되었다.
농림수산식품부는 생산조정 면적을 당초 전체 벼재배면적의 2.6%인 27,500ha로 계획하였는데, 2003년 실제 약정면적은 27,52900ha, 약정농가는 76,565호로 사업이 시작되었는데 약정위반 등으로 약정이 해지되거나 하여 사업 최종연도인 2005년 약정면적은 23,429ha, 약정농가 67,910호로 줄어들었다.
쌀생산조정사업 약정현황 (단위: ha, 호)
|                | 약정면적 | 약정농가 |
| 약정당시(2003) | 27,529   | 76,565   |
| 2003           | 26,357   | 73,824   |
| 2004           | 24,647   | 70,433   |
| 2005           | 23,429   | 67,910   |

참여한 농지는 주로 산간지, 비진흥지역의 경지정리가 되지 않은 저위생산 논이었다. 또한 참여농가의 연령분포는 70세 이상이 32%, 60대 29%, 50대 22%, 40대 14%, 40세 미만 3%로서 고령농업인의 참여가 높았다.
쌀 생산조정제는 쌀 생산을 줄여 쌀 수급 불균형을 시정하기 위해 실시되었는데 3년간 실시한 결과를 보면 당초 전망했던 생산감축효과는 달성하지 못하였다고 평가되고 있다. 이것은 생산조정제에 참여한 농지가 상당 부분이 한계지의 저위생산 논이었던 것이 주요 원인으로 지적되었다.
3년간 사업이 실시된 후 재시행 논의가 있었으나 벼 재배면적 감소, 쌀 대북지원 등으로 쌀 재고량이 감소하여 당분간 쌀 수급상황이 안정적일 것으로 전망됨에 따라 2007년 재시행은 유보되었다.

### 2011년 논소득기반다양화사업[4]
농림수산식품부는 2010년 쌀값 이 크게 하락하는 것에 대한 대책으로 쌀 20만 톤을 시장에서 격리하는 조치와 함께 논에 벼 이외의 타작물, 즉 콩, 조사료 등을 재배하는 농가에 대해 10a 당 30만 원의 보조금을 지급하는 논 타작물재배사업(논 소득기반 다양화사업)을 시범적으로 실시하였다. 그런데 2010년 논 타작물재배 시범사업은 긴급히 결정되어 실시됨에 따라 농업인의 영농계획에 사전 반영이 어려워 목표면적인 30,000ha의 32.4%인 97,140,000ha이 사업에 참여하는데 그쳤다.
이와 같은 시범사업을 거친 농림수산식품부는 2011년에 본격적으로 매년 논 40,000ha를 대상으로 하는 논 소득기반 다양화 사업을 추진하였다. 논 소득기반 다양화 사업은 시범사업과 마찬가지로 논에 타작물(2011년에는 1년생 및 다년생 타작물이었고, 2012년에는 콩, 조사료, 가공용 벼로 한정)을 재배하는 농업인을 대상으로 하는 것으로 시장·군수와 논 소득기반 다양화사업 약정을 체결하고, 약정 사항을 이행한 농업인에 대해 사업년도의 12월에 10a 당 30만 원(가공용 벼는 20만 원)을 전액 국고(농어촌구조개선 특별회계)에서 지급하였다. 농림수산식품부는 이 사업이 제대로 이루어질 경우 매년 쌀 생산이 20만 톤 이상 감소할 것으로 기대하였다.
2011년에는 목표 면적 40,000ha 중 약정 면적이 39,951ha이었고, 이행면적은 37,197ha에 달하였다. 그러나 벼 대신 논에 재배한 배추, 대파 등 신선채소의 경우 생산 확대로 인해 가격 하락을 초래하였고, 2011년 쌀 생산이 불안해져서 쌀 재고가 감소할 것으로 전망됨에 따라 2012년 논 소득기반 다양화사업은 목표 면적을 7,744ha(콩 2,800ha, 조사료 2,200ha, 가공용 벼는 예산범위 내)로 대폭 줄였고, 그 결과 약정면적 7,857ha, 이행면적 7,465ha에 실시하는 수준에 그쳤다.
그리고 2012년 쌀 생산량이 400만 6천 톤으로 크게 감소하고, 쌀 자급률이 2011년 83.1%, 2012년 86.6%로 크게 떨어지자 농림수산식품부는 2013년 논 소득기반 다양화사업 규모를 최소화하고 더 이상 사업을 연장하지 않기로 방침을 정하였다.
논 소득기반 다양화 사업 실시 현황 (단위: ha, %)
|        | 목표면적(A) | 약정면적 | 이행면적(B) | 비율(B/A) |
| 2011년 | 40,000      | 39,951   | 37,197      | 93.0      |
| 2012년 | 7,744       | 7,857    | 7,465       |           |

## 현황[6][7]
쌀 생산조정제는 2017년 예산안에 3만ha, 900억원 규모의 예산으로 추진되어, 2016년 12월 1일 열린 농림축산식품해양수산위원회 예산심의를 통과하고 2일 황교안 국무총리가 예결위 전체회의에서 쌀 생산조정제 도입을 언급했다. 그러나 기획재정부의 반대로 2016년 12월 3일 통과된 2017년 예산안에 포함되지 않으면서 시행이 좌절되었다.
기재부는 지난 2011부터 2013년까지 '논소득기반다양화 사업'을 시범추진하면서 콩 재배면적 확대로 콩 가격이 급락하는 부작용이 나타났다는 점, 갑작스러운 흉작이 나타날 수 있다는 점과 쌀직불제 개편 연구용역이 올해 말 나온 뒤 이를 바탕으로 도입을 논의해야 한다는 점을 들어 예산 편성을 반대했다.
그러나 농식품부는 당시 콩 재배 면적이 늘어 가격이 하락한 것이 아니라 콩 저율관세할당량(TRQ)을 늘린 것이 문제였다고 반박했다. 또 쌀 재고량 관리비보다 쌀 생산조정제에 드는 비용이 더 적다는 입장이다. 농식품부에 따르면 1ha당 300만원을 지급해 2017년에 3만ha, 2018년에 6만ha의 벼 재배면적을 감축하면 총 45만7200톤의 쌀 생산을 줄일 수 있다. 이렇게 되면 45만7200톤의 쌀을 시장격리할 때 소요되는 비용 3759억원이 절감된다. 또 쌀값 안정으로 쌀변동직불금 지급액이 2700억원 줄어들 것으로 분석된다. 또 1만톤당 연간 약 36억원이 소요되는 쌀 재고관리비용도 줄일 수 있다. 즉 쌀 생산조정제 도입으로 2년간 총 2700억원의 예산이 소요되지만 이로 인한 비용절감 효과는 8100억원에 이른다. 약 5400억원 가량을 줄일 수 있는 셈이다.